# Zdrada Bourne’a
Zdrada Bourne’a – amerykańska powieść szpiegowska, dreszczowiec, autorstwa Erica Van Lustbadera. Jest piątą częścią cyklu o Jasonie Bournie, a drugą napisaną przez Lustbadera.

## Fabuła
Szef specjalnej sekcji antyterrorystycznej CIA o nazwie „Typhon”, Martin Lindros wykonuje tajną misję w górach Etiopii. Ma tam wytropić nową, niebezpieczną organizację terrorystyczną. Wydarza się jednak coś niespodziewanego – okazuje się, że to pułapka. Funkcjonariusza amerykańskiego wywiadu zabierają uzbrojeni mężczyźni.
Agencja nie może namierzyć Lindrosa. Jego przyjaciel Jason Bourne wyrusza na pomoc, a następnie uwalnia go z rąk terrorystów. Nie wie jednak, że padł ofiarą niewyobrażalnej mistyfikacji, porównywalnej z tą, w której sam kiedyś brał udział!
Od Afryki, przez Odessę i Pakistan, aż po Waszyngton – Bourne musi raz jeszcze udaremnić plan, który oznacza dla Ameryki nuklearną apokalipsę. 
Tym razem jednak jest sam – Marie nie żyje, podobnie jak Aleks Conklin i Mo Panov (zamordowani w poprzedniej części). Jason Bourne wyrusza w podróż, mającą na celu unieszkodliwienie przeciwnika niemal tak groźnego jak największy terrorysta wszech czasów – Iljicza Ramireza Sancheza, znanego jako Carlos.